# 内倉貢
内倉貢（うちくら みつぐ、1942年12月23日 - ）は、日本の実業家。元日本乾溜工業株式会社 代表取締役社長、取締役会長。

## 人物・経歴
1942年生まれ。千葉商科大学商経学部卒業。1966年日本乾溜工業株式会社入社。1992年取締役土木事業部長・鹿児島支店長、1993年取締役土木事業部長、1998年5月取締役建設事業部長、同年12月常務取締役建設事業部長、2001年取締役建設事業部南九州地区担当、2002年事業本部参与、2004年代表取締役社長事業本部長、2005年代表取締役社長、2011年取締役会長、2015年名誉会長就任。